# Neugilching
Neugilching ist ein Gemeindeteil der Gemeinde Gilching im oberbayerischen Landkreis Starnberg.
Das Dorf Neugilching liegt südwestlich von Gilching und oberhalb der Bundesautobahn 96.

## Haltepunkt Neugilching
Nordöstlich des Ortes befindet sich der an der Bahnstrecke München-Pasing–Herrsching gelegene Haltepunkt Neugilching (Lage), der seit 1972 von der S-Bahn München und seit dem Fahrplanwechsel im Dezember 2009 von der Linie S8 (Flughafen München–Herrsching) bedient wird. Der Haltepunkt ist einer von dreien auf dem Gemeindegebiet Gilchings.
| Linie | Linienverlauf |
| ----- | --- |
| S8    | Herrsching – Seefeld-Hechendorf – Steinebach – Weßling – Neugilching – Gilching-Argelsried – Geisenbrunn – Germering-Unterpfaffenhofen – Harthaus – Freiham – Neuaubing – Westkreuz – Pasing – Laim – Hirschgarten – Donnersbergerbrücke – Hackerbrücke – Hauptbahnhof – Karlsplatz (Stachus) – Marienplatz – Isartor – Rosenheimer Platz – Ostbahnhof – Leuchtenbergring – Daglfing – Englschalking – Johanneskirchen – Unterföhring – Ismaning – Hallbergmoos – Flughafen Besucherpark – Flughafen München |

## Sonderflughafen Oberpfaffenhofen
Südwestlich von Neugilching und jenseits der Bundesautobahn 96 befindet sich der 1938 eröffnete Sonderflughafen Oberpfaffenhofen. Ein Teil Neugilchings ist dem auf dem Flugplatz entstehenden Fluglärm ausgesetzt. Aufgrund dieser Problematik sind in der Vergangenheit mehrere Bürgerinitiativen entstanden. Seit 2004 wird auch über eine Öffnung des Flughafens für den so genannten „qualifizierten Geschäftsreiseflugverkehr“ und somit für die Allgemeine Luftfahrt diskutiert, die endgültige Entscheidung zur Erweiterung des Flugbetriebs steht jedoch noch aus.